# Stadtwerke Hemer

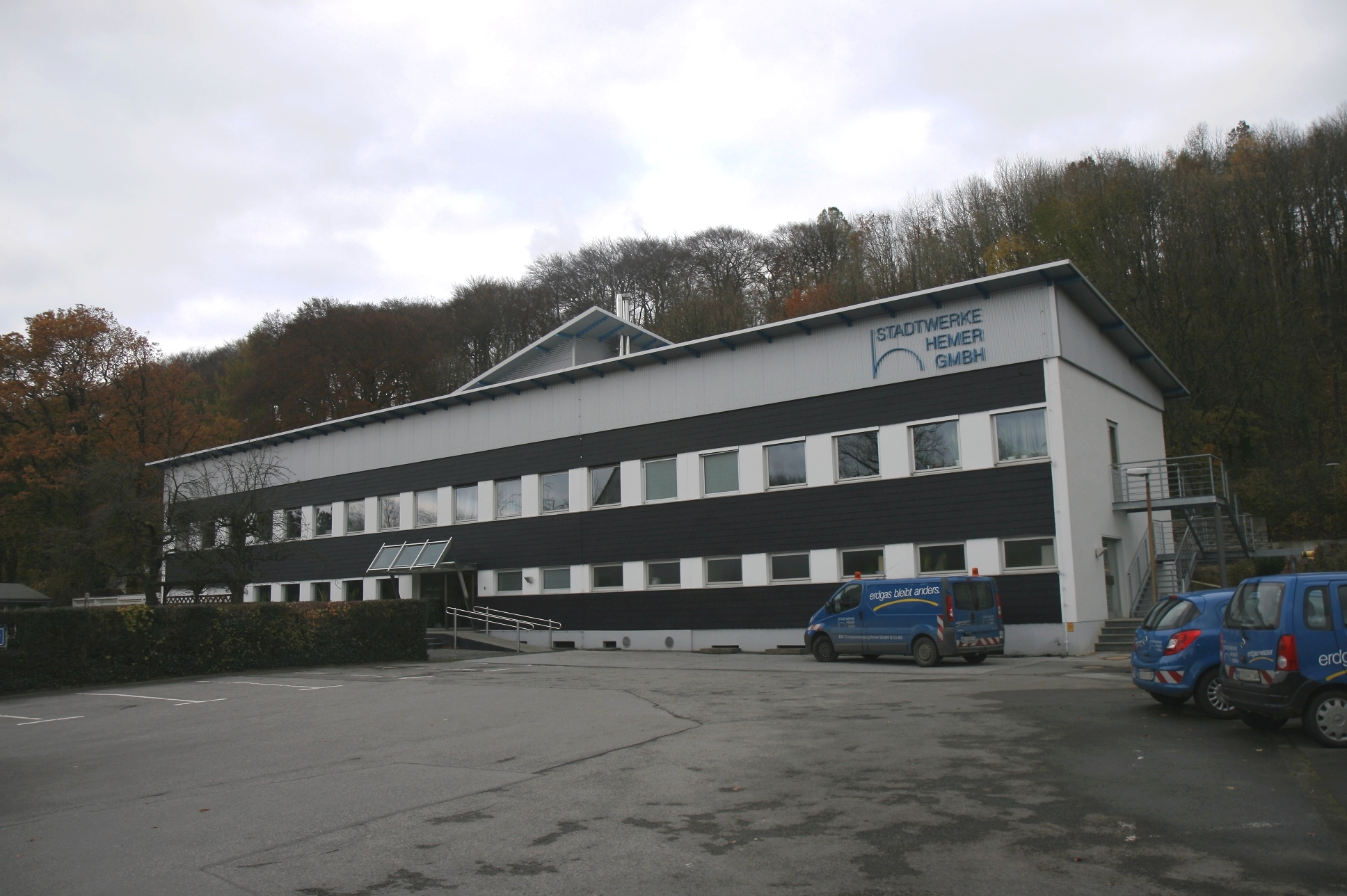
Stadtwerke Hemer

Die Stadtwerke Hemer GmbH waren bis zum 31. Dezember 2024 das kommunale Versorgungsunternehmen, das die Stadt Hemer mit Gas und Wasser versorgte. Über die Energieversorgung Ihmert GmbH & Co. KG wurde auch der Hemeraner Stadtteil Ihmert mit Strom versorgt.
Seit dem 1. Januar 2025 erfolgt die Versorgung über ein umfassendes Pachtmodell mit der ENERVIE Gruppe, deren Tochterfirmen Mark-E und Enervie – Südwestfalen Energie und Wasser AG – alle wesentlichen Teile des operativen Geschäftsbetriebs im Bereich der Energie- und Wasserversorgung übernommen haben. Umfasst sind damit im Wesentlichen die Sparten Strom, Gas und Wasser mit den zugehörigen betrieblichen Tätigkeiten rund um Vertrieb, Netz und Trinkwassergewinnung.
Die Stadtwerke Hemer bleiben als Eigentumsgesellschaft erhalten. Sie verwalten und finanzieren zukünftig auch weiterhin das im Eigentum verbleibende Anlagevermögen rund um die Strom-, Gas- und Wasserversorgung in der Kommune. Dazu gehört u. a. auch der Bäderbetrieb mit den zugehörigen Mitarbeiterinnen und Mitarbeitern, deren Arbeitsplätze im Freibad Am Damm und im neuen Felsenmeerbad erhalten bleiben. Die weiteren Stadtwerke-Bediensteten wurden von der ENERVIE Gruppe übernommen.

## Struktur
Gesellschafter der Stadtwerke Hemer sind zu 92,16 % die Stadt Hemer, zu 4 % die Mark-E AG und zu 3,84 % die Energieversorgung Ihmert GmbH & Co. KG. Geschäftsführerin ist Monika Otten. Aufsichtsratsvorsitzender ist Ratsmitglied Heiko Lingenberg.

## Zahlen
Der Umsatz betrug 12,095 Mio. € in 2010 nach 12,793 Mio. € in 2009. Die Stadtwerke Hemer lieferten dafür 197 Mio. kWh Gas (2009: 179 Mio. kWh) und 1,662 Mio. m³ Wasser (2009: 1,648 Mio. m³). Das Unternehmen erwirtschaftete in 2010 einen Gewinn in Höhe von 1.266.452,78 €.
Das Gasleitungsnetz der Stadtwerke hat eine Länge von insgesamt 81,262 km. Das Wasserleitungsnetz ist 195,104 km lang. Das Unternehmen beliefert 2.803 Gas- sowie 7.022 Wasseranschlüsse.
Die Stadtwerke Hemer GmbH beschäftigen 33 Mitarbeiter (2009: 31).

## Energieversorgung Ihmert
Die Energieversorgung Ihmert GmbH & Co. KG (EVI) ist eine hundertprozentige Tochter der Stadtwerke Hemer. Sie versorgt Kunden im Hemeraner Ortsteil Ihmert mit Strom und Gas. Ihr Umsatz betrug im Jahr 2010 3,025 Mio. €. Geliefert wurden dafür 6,8 Mio. kWh Gas und 14,3 Mio. kWh Strom. Die Betriebsführung der EVI wird von den Stadtwerken Hemer wahrgenommen.